# رزكة (تشلاو)
رزکة (بالفارسية: رزکه) هي قرية تقع في إيران في مازندران. يقدر عدد سكانها بـ 1,511 نسمة .